# Jaspe
Le jaspe est une roche sédimentaire contenant de 80 à 95 % de silice, souvent classée avec les quartz microcristallins mais qui peut aussi contenir de l'argile.
Elle est constituée de radiolaires calcédonieux pris dans un ciment de calcédoine. Sa cassure est écailleuse, parfois conchoïdale. Le jaspe peut avoir plusieurs aspects : tacheté, rubané, rouge (ou oriental), à taches rouges sur fond vert, noir (de Sicile), etc. Par contre, il ne contient pas de grains de quartz détritique. D'origine sédimentaire ou volcanique, c'est donc un minéral de transformation, parfois classifié comme minéral, parfois comme roche, selon le point de vue ou son taux d'impuretés. Sa particularité essentielle, outre son abondance, est sa large palette de coloris naturels. On peut estimer, a priori, qu'aucun coloris n'est impossible pour le jaspe, ce qui, d'ailleurs, rend complexe son identification.

## Variétés
Il existe un grand nombre de jaspes dans la nature. Autrefois, ils étaient nommés par leurs couleurs dominantes, ou encore avec les corps minéraux ou cristaux qu'ils étaient susceptibles de contenir : ainsi, le jaspe pyritifère, le jaspe quartzifère, le jaspe argileux, jaspe rouge… Ils faisaient l'objet de collections spécialisées.
Voici une liste actuelle, non exhaustive :
| Nom                        | Étymologie                                                      | Couleur                                                  | Composition | Gîtologie | Image                                            |
| -------------------------- | --------------------------------------------------------------- | -------------------------------------------------------- | --- | --- | ------------------------------------------------ |
| Basanite dite aussi Lydite | ...                                                             | Noire                                                    | ... | .. | Basanite et Dunite                               |
| Bois silicifié             | Bois fossilisé par de la silice                                 | Bariolé                                                  | C'est une catégorisation de bois fossile versé dans les jaspes car les cellules ont été remplacées par de la silice | Zones de sédimentation profondes riches en silice                                                               | Bois pétrifié du Brésil                          |
| Cacholong                  | ...                                                             | Blanc                                                    | Avec de l'opale | .. | Croix en jaspe blanc                             |
| Chrysoprase                | ...                                                             | Vert poireau à vert bleuté                               | ... | .. | Chrysoprase                                      |
| Cornaline                  | ...                                                             | Rouge à orangé                                           | Contient de l'hématite en quantité | .. | Cornaline                                        |
| Jaspe bréchoïde            | Vient de sa composition rocheuse en brèche                      | Beige à marron                                           | Nous quittons ici les minéraux pour rentrer dans les roches | .. | ...                                              |
| Jaspe de terre             | ...                                                             | Beige à marron                                           | ... | .. | Sphéroïde                                        |
| Jaspe léopard              | Nommé ainsi car comportant des taches comme une peau de léopard | Tacheté                                                  | Constellé de taches avec des centres parfois en quartz pur | .. | Jaspe léopard                                    |
| Jaspe océan                | ...                                                             | Verdâtre, à motifs                                       | ... | .. | Jaspe océan de Madagascar                        |
| Jaspe plasma               | ...                                                             | Vert foncé uni                                           | Coloré par la chlorite ou la serpentine | .. |                                                  |
| Jaspe sanguin              | ...                                                             | Fond vert à taches rouges ou complètement rouge-brunâtre | ... | .. | Intaille représentant la tête d'Athéna Parthénos |
| Jaspe orbiculaire          | ...                                                             | Fond vert à taches dorées                                | Son nom lui vient des nombreux formations en cercle | Parsemés de réseaux serrés de taches circulaires concentriques                                                  | Origine Madagascar                               |
| Jaspe zoné                 | Parce que comportant les traces de couches de dépôt             | Multicolore                                              | Il comporte la trace des différentes couches de dépôts | Volcanique en mélange avec des roches                                                                           | Jaspe océan de Madagascar                        |
| Lamparci ou Dalmatien      | ...                                                             | Blanc à taches noires                                    | ... | .. | Dalmatien                                        |
| Lydienne                   | ...                                                             | Gris ou noir                                             | présence de matières charbonneuses, un peu de pyrite et quelques grains phosphatés | Elles alternent souvent avec des calcaires et des schistes, en bancs réguliers, dans les séries du Carbonifère. |                                                  |
| Onyx                       | ...                                                             | Noire à marron                                           | Peut être une agate ou jaspe, selon sa composition | .. | Onyx polie                                       |
| Phtanite                   | Vient du grec et signifie « je devance ».                       | Gris ou noir                                             | Plus argileux que les lydiennes, formées de quartz en très petits cristaux, de quelques radiolaires encore visibles, de matière charbonneuse ou graphiteuse (d'où leur couleur), elles sont généralement considérées comme issues de dépôts marins. | Les phtanites annoncent souvent le passage à des schistes.                                                      | Gros plan d'un bloc de phtanite                  |
| Sardoine                   | ...                                                             | Marron                                                   | ... | .. | Patène en Sardoine                               |
| Sardonyx                   | ...                                                             | Bariolé                                                  | ... | .. | Camée en Sardonyx                                |
| Unakite                    | ...                                                             | verte tranchée d'orangé                                  | ... | .. | Unakite                                          |

## Étymologie
Du latin iaspis, « agathe, jaspe », venant du grec ἴασπις / íaspis, « jaspe »,  issu lui-même des langues sémitiques (cf. hébreu יושפה yushphah, akkadien yashupu), à rapprocher du persan یشپ (yašp)[réf. souhaitée], tous signifiant « pierre tachetée ».

## Utilisations

### Outillage

Schéma d'un foret à archet pour allumer un feu.

Le jaspe a été utilisé pour réaliser des forets à archet, pour allumer des feux, dans le Mehrgarh, entre le IVe et le Ve millénaire av. J.-C.
La phtanite a été utilisée pour façonner des outils préhistoriques en Bretagne,.
Le jaspe a également été utilisé pour tailler des outils : c'est le cas du jaspe de Fontmaure, par exemple, mais aussi, très localement, du jaspe de Bretagne.

### Bijoux
Le jaspe est connu pour avoir été le bijou préféré dans le monde antique, son nom peut être retracé en arabe, en persan, en hébreu, en assyrien, en grec et en latin. Sur l'île minoenne de Crète, le jaspe a été sculpté pour produire des sceaux vers 1800 av. J.-C., comme en témoignent les découvertes archéologiques dans le Palais de Knossos.

Bijou et sceau dans l'Antiquité
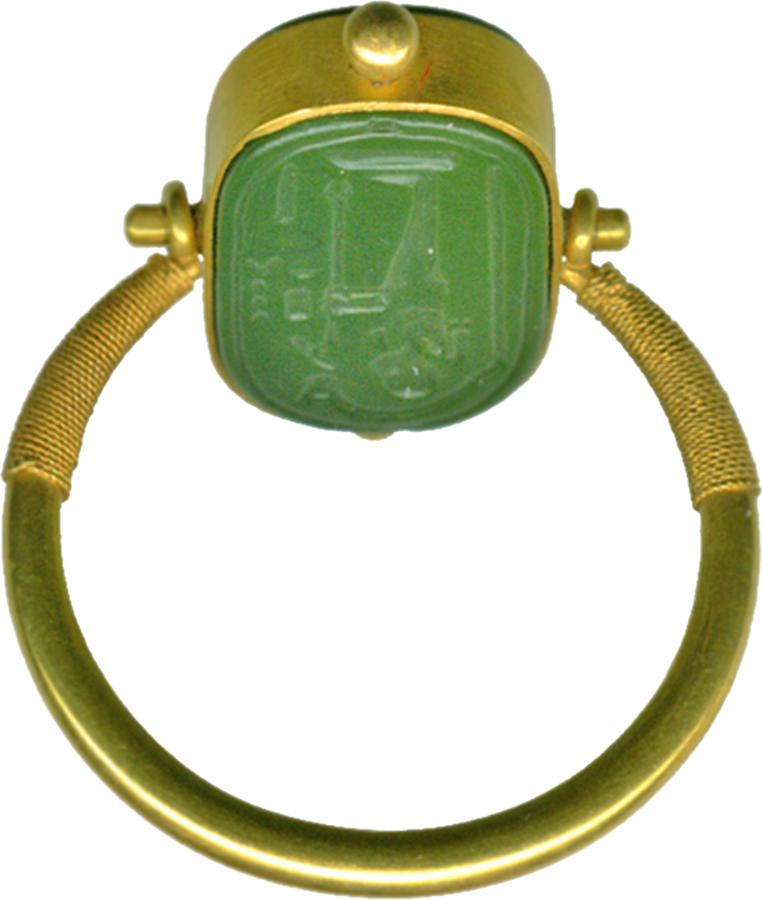
Anneau jaspe vert et or, avec un sceau amovible, Égypte, 664 à 322 av. J.-C., Walters Art Museum, Baltimore, Maryland.
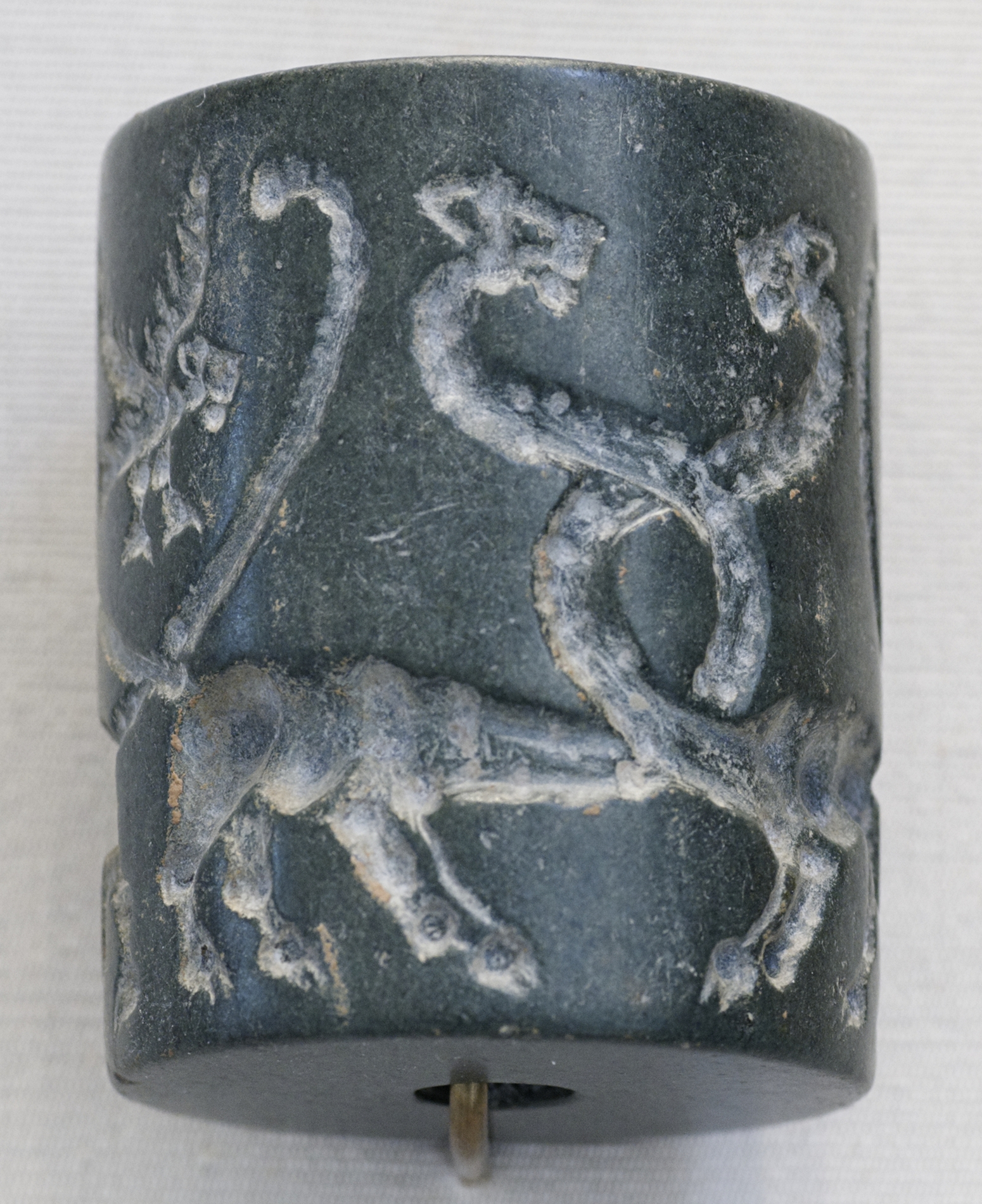
Sceau cylindrique en jaspe : lions et aigles à tête de lion, Période d'Uruk, (4100–3000 av. J.-C.), Musée du Louvre, Paris.

### Décoration

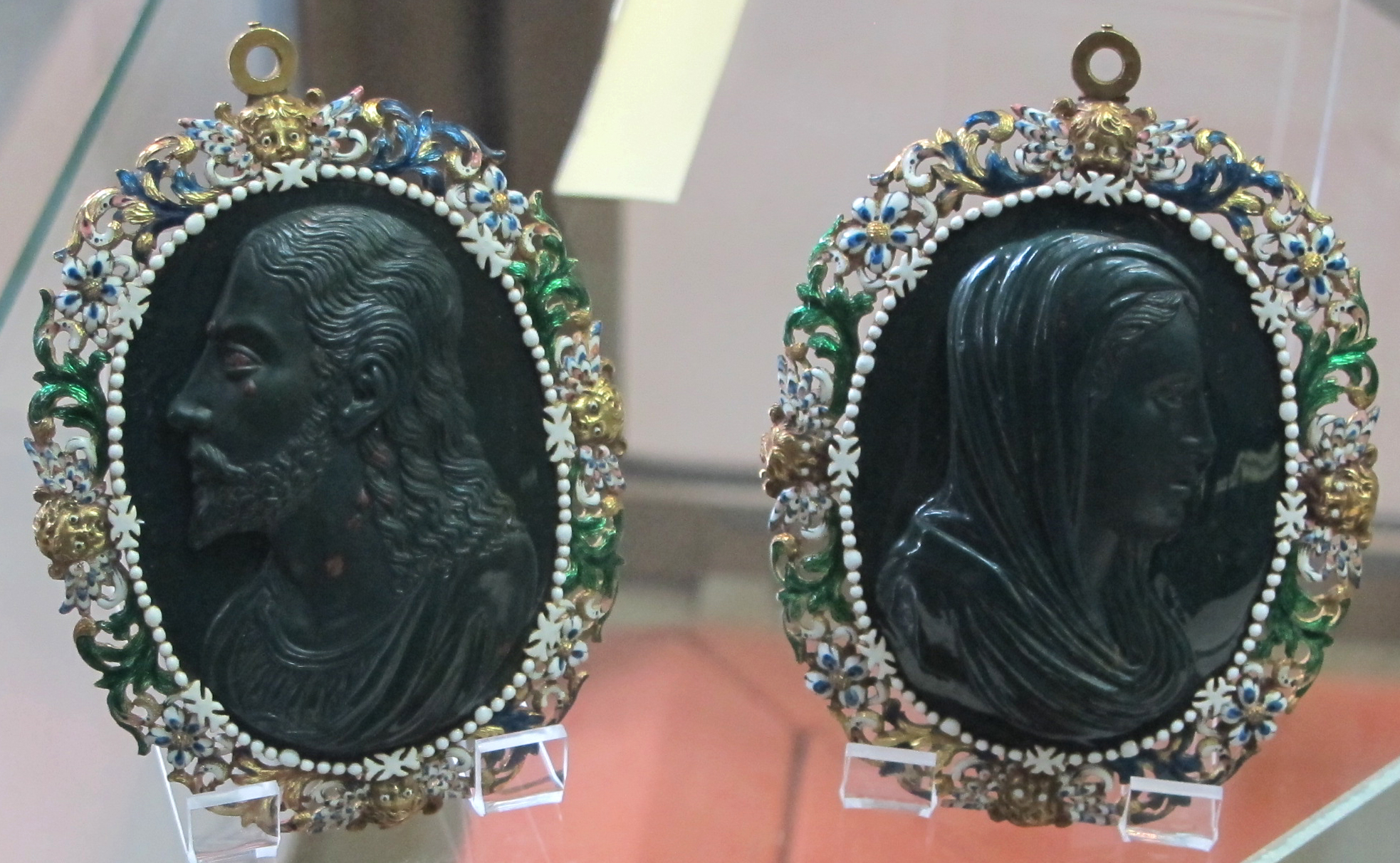
Miniatures de Jésus-Christ et de la Sainte Vierge, en héliotrope, Florence (vers 1560).

Les chrétiens du Moyen Âge se servaient du jaspe sanguin, pour graver des scènes de la Crucifixion, ce qui amena l’appellation de « pierre des martyrs », compte tenu des taches rouges d'oxyde de fer, contenues dans la pierre, qui évoquent les gouttelettes de sang, ou la couleur du soleil couchant, d'où le nom héliotrope donné à la pierre.
 Bohême (actuellement  République tchèque)
- Le jaspe (associé à de l'améthyste), a été utilisé pour réaliser l'ornementation des façades ou des murs, comme dans la chapelle Saint-Venceslas à Prague, ou dans l'église de la Sainte-Croix à Karlštejn[12].

Murs d'églises, décorés avec du jaspe, en République tchèque
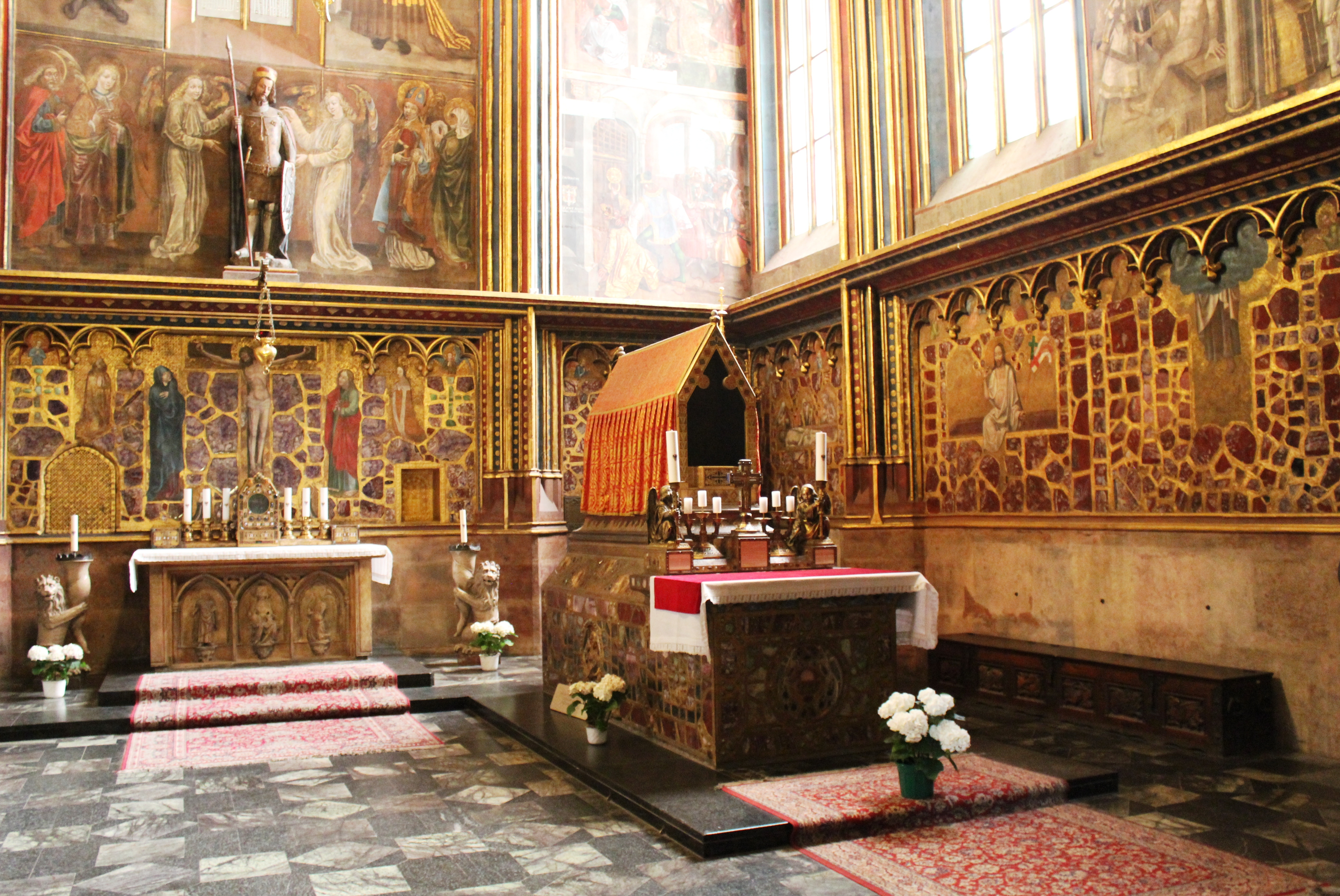
Intérieur de la chapelle Saint-Venceslas (XIVe s), à Prague, en mai 2014.
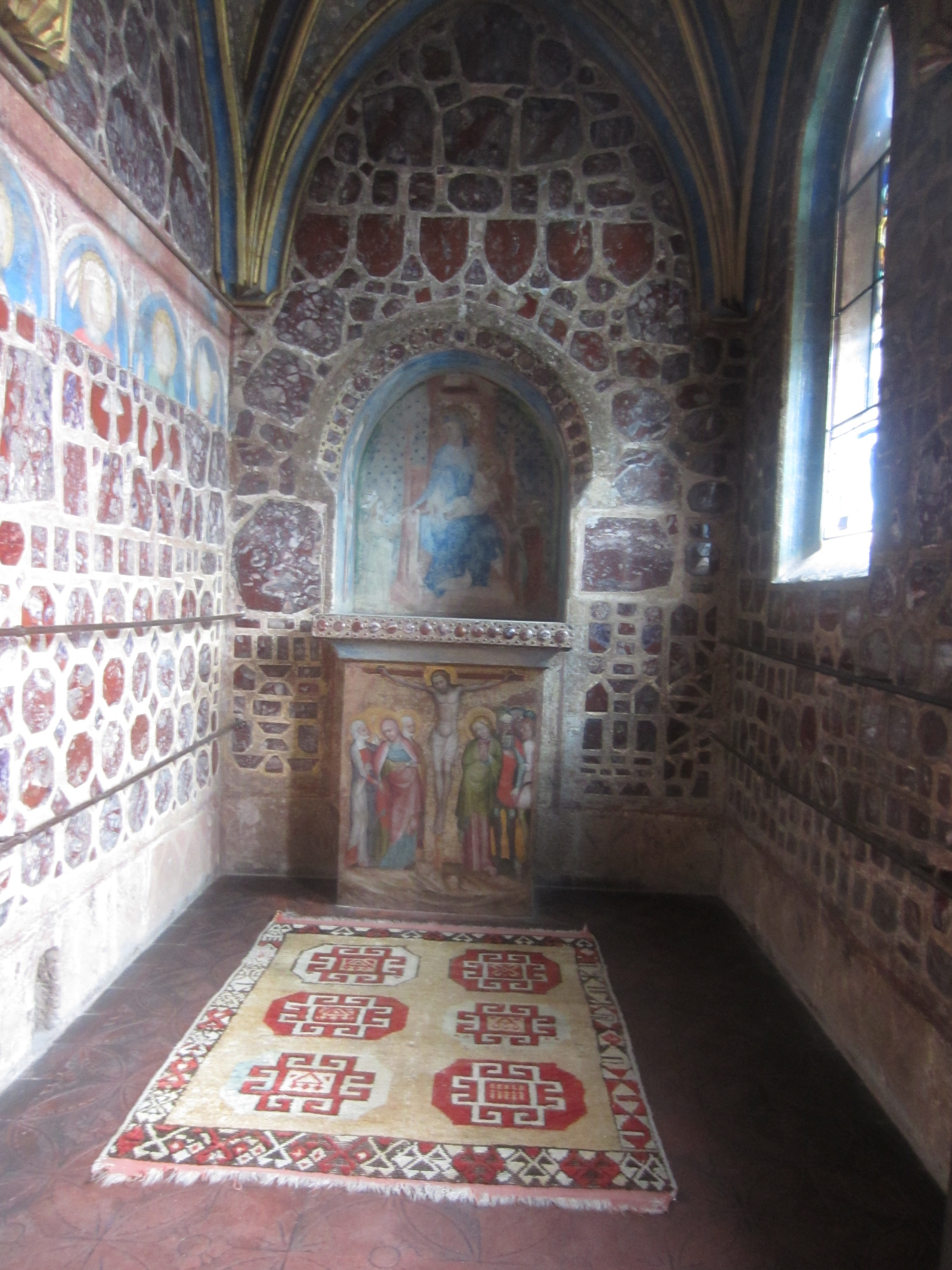
Intérieur de l'église de la Sainte-Croix, (1348), à Karlštejn.

 Italie
- La passion des Médicis pour les objets en pierre semi-précieuse (jaspe, onyx, cornaline, améthyste, malachite, agate, marbre, ou lapis-lazuli) conduisit le grand-duc Ferdinand Ier de Médicis à fonder, à Florence en 1588, la manufacture d’art spécialisée dans le travail des pierres dures (Trésor des Grands-ducs). Dès la fin du XVIe siècle, la mode se répandit des vases et du mobilier en pierre dure et s’affirmèrent le goût et la technique de la mosaïque florentine. La manufacture poursuivit son activité pendant plus de trois siècles, et est devenue le Musée de la Manufacture de pierres dures de Florence.

- Une coupe en jaspe sanguin, issue de l'atelier du maître lapidaire milanais, Gasparo Miseroni, (1518-1573)[13], est exposée au musée de l'Argenterie, au palais Pitti, à Florence.

Musée de l'Argenterie, au palais Pitti, à Florence
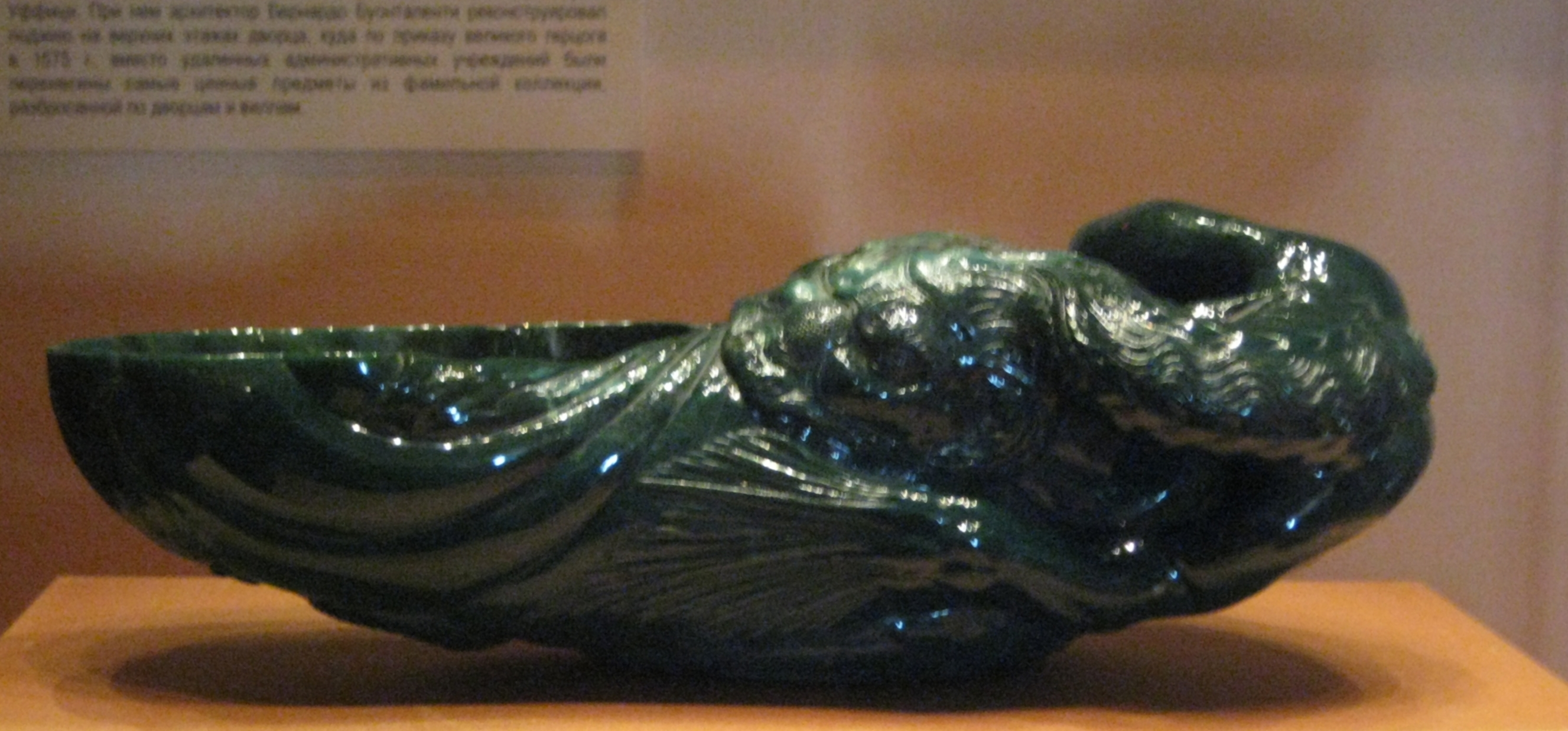
Coupe en jaspe sanguin, en forme de coquillage, par Gasparo Miseroni (1557).

 France
- Un superbe spécimen de jaspe, portant le monogramme « I.R.I », de l’empereur germanique Rodolphe II, est exposé au musée du Louvre, à Paris. La nef est l'œuvre (vers 1608), du lapidaire italien, Ottavio Miseroni, (1567-1624)[14], dans ses ateliers de Prague. Il est devenu (entre 1653 et 1661), le plus grand vase[15] de la collection de gemmes du roi Louis XIV[16].

 Russie
- Les maîtres lapidaires des trois manufactures lapidaires impériales de Peterhof, Ekaterinbourg, ou de la Manufacture lapidaire impériale de Kolyvan (ru), en Sibérie[Note 2], avaient l'habitude de travailler sur des objets d'art volumineux, en utilisant la technique de la mosaïque russe (ou école russe de la mosaïque florentine)[17], par placage de fines lamelles de pierres semi-précieuses telles que la malachite, la rhodonite, le lapis-lazuli, habilement assemblées sur des œuvres d'art en bronze ou en pierre. Le jaspe a été aussi utilisé pour réaliser des coupes ornementales[18],[19]. De nombreux vases et objets d'art en jaspe, de différentes couleurs, sont exposés au Musée de l'Ermitage, à Saint-Pétersbourg[20].

Œuvres d'art, en jaspe de Sibérie
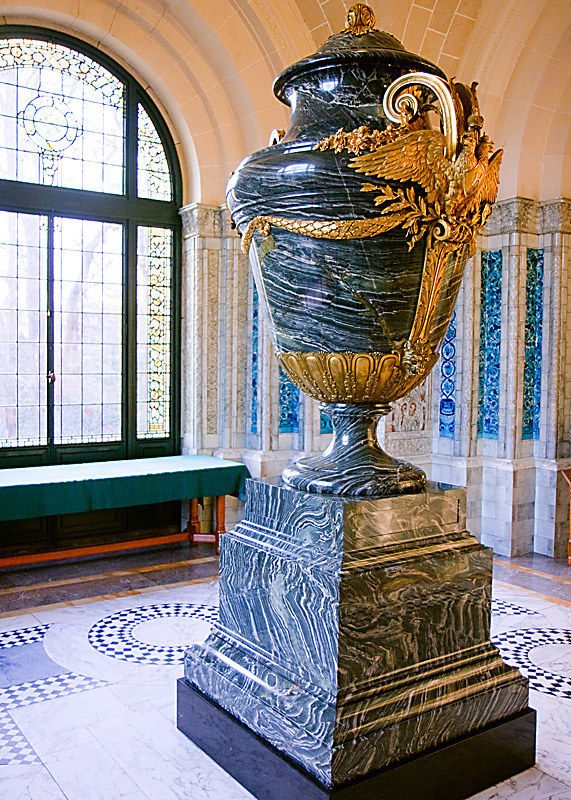
Vase en jaspe d'un poids de 3,2 tonnes, offert par la Russie, au palais de la Paix, à la Haye, Pays-Bas.
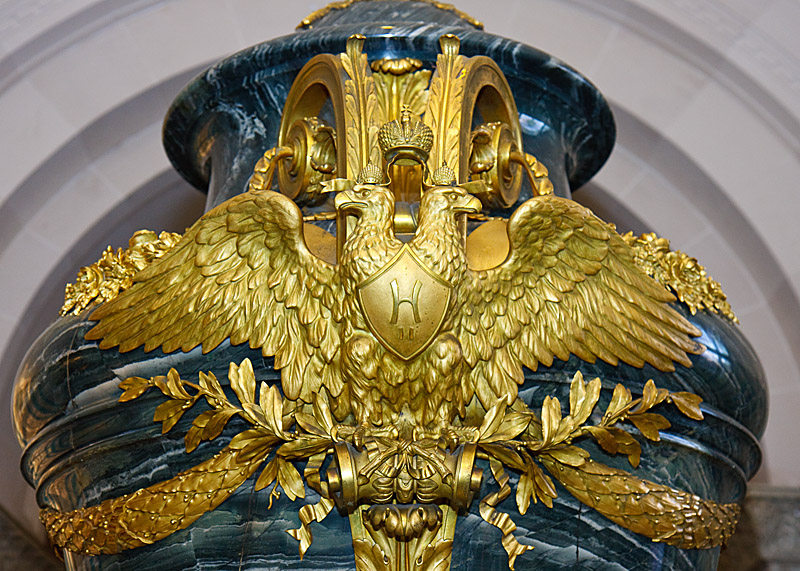
Détail de l'ornementation du vase en jaspe, offert par la Russie, au Palais de la Paix.
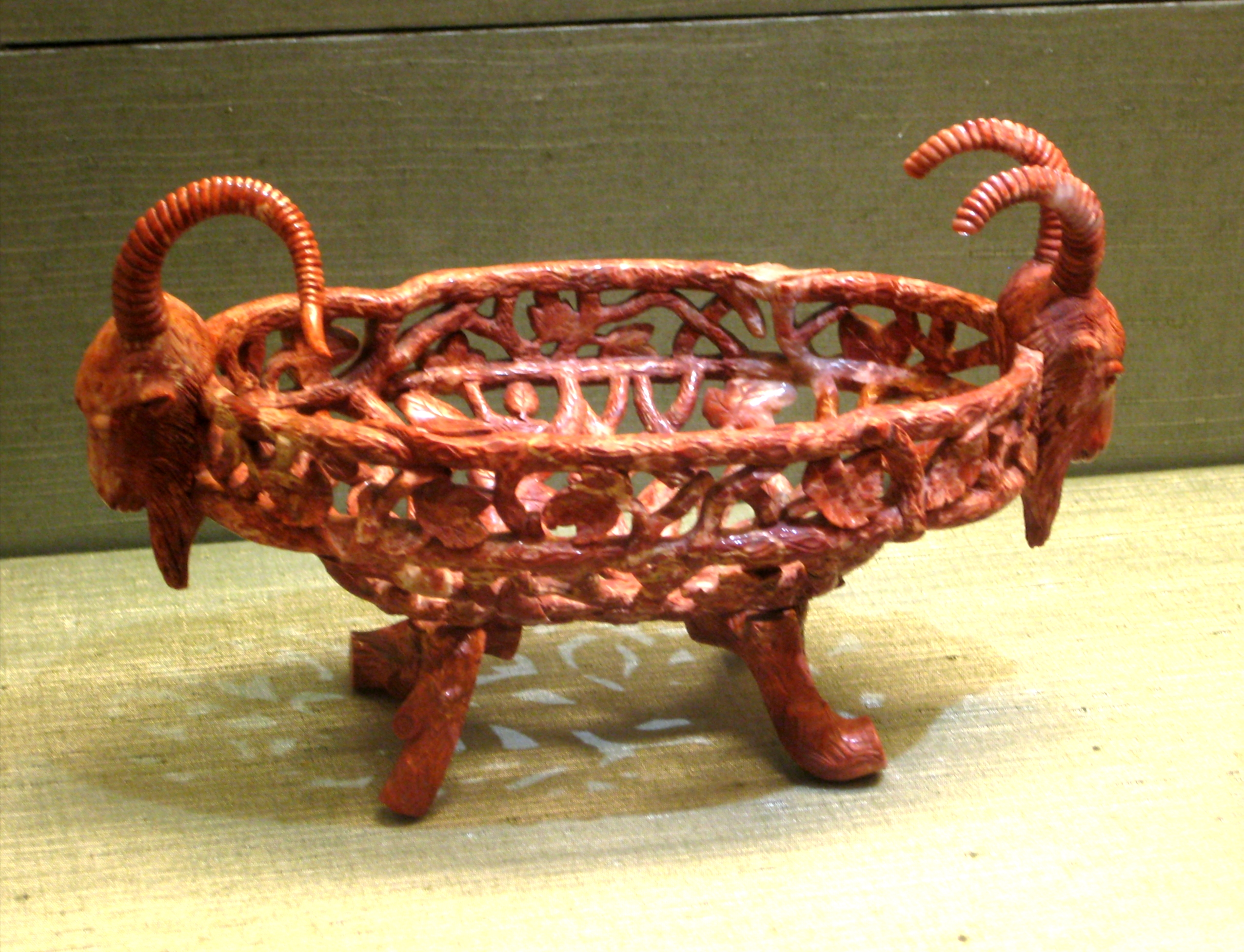
Panier à têtes de chèvre, en jaspe rouge, (XIXe siècle russe), Armurerie du Kremlin, Moscou.
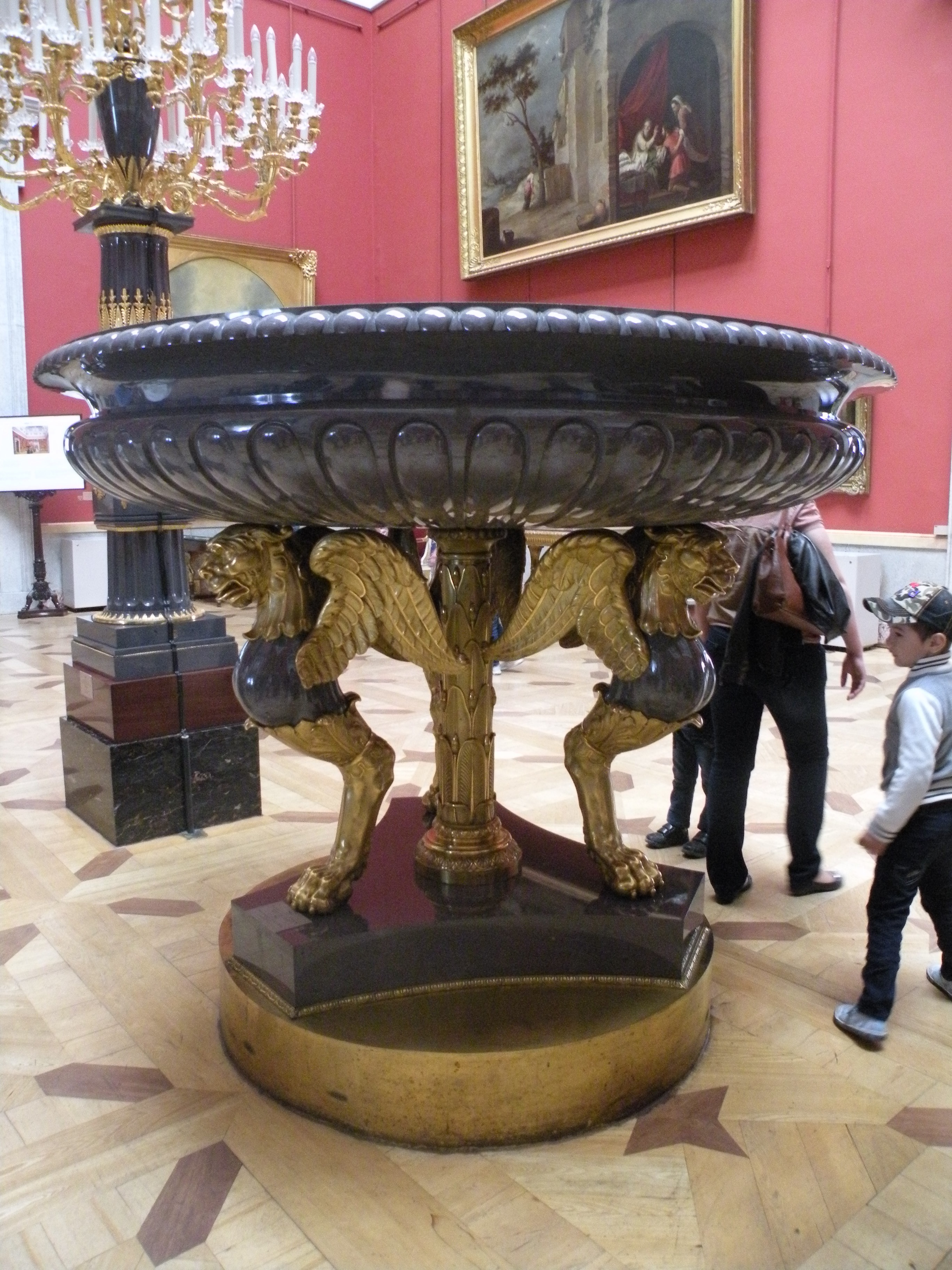
Vase aux griffons, musée de l'Ermitage, Saint-Pétersbourg.

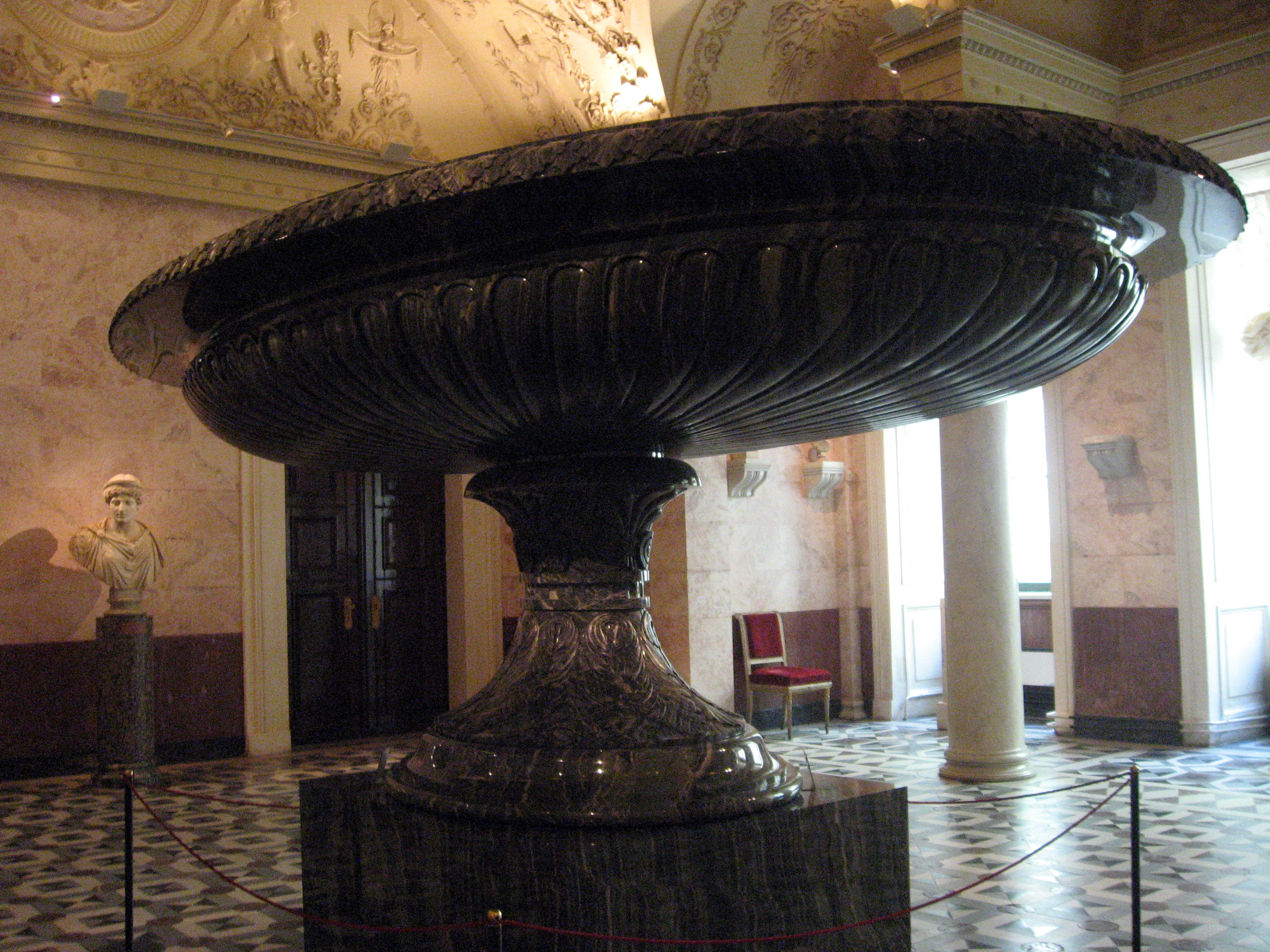
Vase de Kolyvan, (1829-1843), musée de l'Ermitage, Saint-Pétersbourg, Russie.

- Le célèbre vase de Kolyvan ou « Tsarine des vases », pesant 19,2 tonnes[21], est le symbole de l'extrême professionnalisme des tailleurs de pierre de l'Altaï et la preuve irréfutable de la richesse unique de cette chaîne de montagnes. Le vase a été conçu par l'architecte Avraam Melnikov (en), qui a lui-même supervisé la fabrication de 1831 à 1843. C'est un processus extrêmement difficile de travailler un bloc de cinq mètres de « jaspe de Resnev » pendant plus de onze ans. Un bloc monolithique trouvé en 1819 dans la montagne Revnyoukha[Note 3], et extrait en février 1829. Cette variété de pierre est très dure, mais en même temps fragile et incapable de résister à des chocs. La coupe ovale, de 5 mètres de long sur 3,25 mètres de large, a été taillée à la Manufacture lapidaire impériale de Kolyvan, puis transportée sur un traîneau, tiré par 154 chevaux, vers la rivière Chusovaya, pour être transférée sur une barge, et atteindre Saint-Pétersbourg, en février 1843. Le vase porte un grand nombre de retouches et de reprises (patches), mais elles ont été appariées avec une telle habileté qu'elles ne peuvent pas être repérées. Le travail a été achevé dans le Nouvel Ermitage, et maintenu emballé sur le remblai de la Neva. Ce n'est que le 5 novembre 1849, que la « Tsarine des vases » a été transportée, grâce à un percement dans un mur et mise en valeur dans le hall sur un piédestal[Note 4] construit spécialement pour elle[Note 5].

 États-Unis
- Certains jaspes polis développent des images surprenantes, à tel point que certaines origines, telles que celles de l'Idaho, ou de l'Oregon, ont reçu une dénomination distincte, comme le Jaspe Bruneau (ou Bruneau jasper)[22], ou encore Owyhee[23].

Jaspe des États-Unis
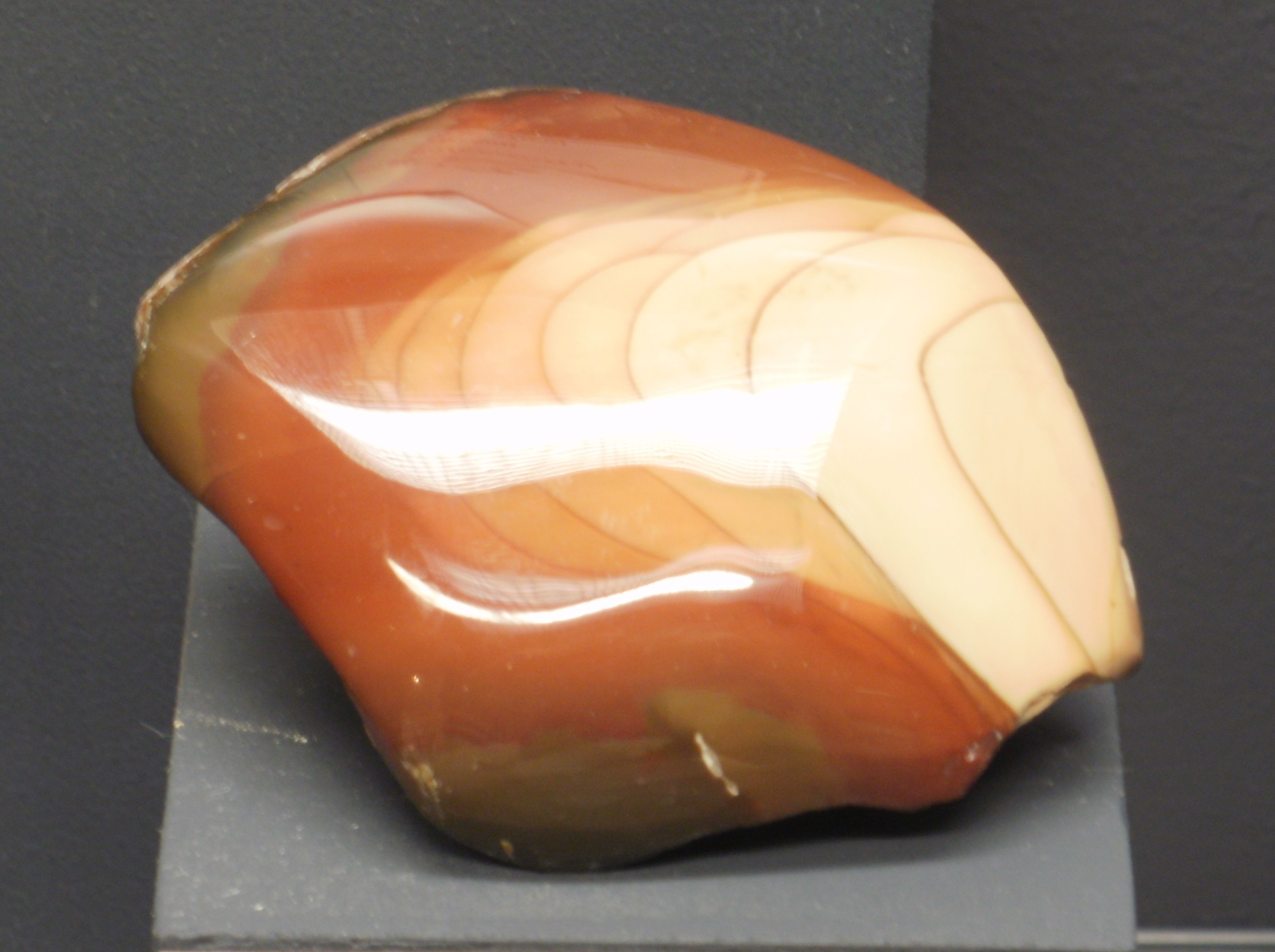
Jaspe Bruneau, A.E. Seaman Mineral Museum, Idaho.

## Gisements
Le jaspe est extrêmement répandu dans le monde, mais chaque pièce est quasiment unique.

## Formation
Il est soit de source volcanique par hydrothermalisme, soit sédimentaire via les boues de dépôt des radiolaires et parfois nommé alors radiolarite.

## Critères de discernement
Le jaspe est constitué de SiO2 et donc formé de calcédoine, très proche de l'héliotrope mais, surtout, des agates.
On le différencie des autres à cause de ses coloris infinis, sa non-fluorescence, qu'il ne contient pas de quartz détritique mais, surtout parce que le jaspe contient 5 à 20 % d'autre chose que le gisement d'origine.
L'identification est d'autant plus délicate qu'il n'y a pas de fixation de critères objectifs entre ces 3 formations qui ont toutes la même origine. De nombreux minéraux resteront donc contestés ou indéterminables, la littérature étant parfois même contradictoire sur le sujet.
Si l'on a affaire à des jaspes très riches en impuretés, la densité peut être le facteur déterminant pour autant que la moyenne de la densité des matériaux ajoutés soit très différente de celle du quartz.
Les formations rubanées ou tachetées sont majoritairement des agates et c'est l'opacité qui sera souvent alors déterminante dans l'identification.

## Galerie

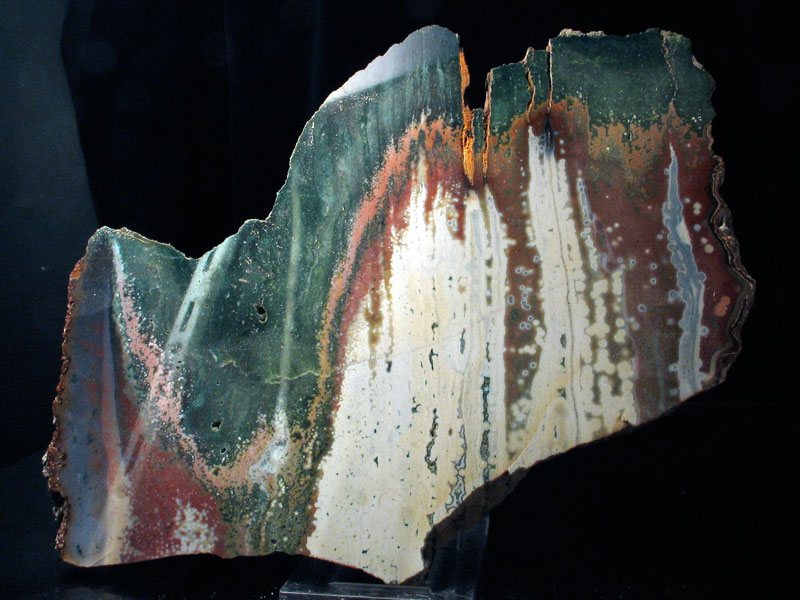
Jaspe de Madagascar.
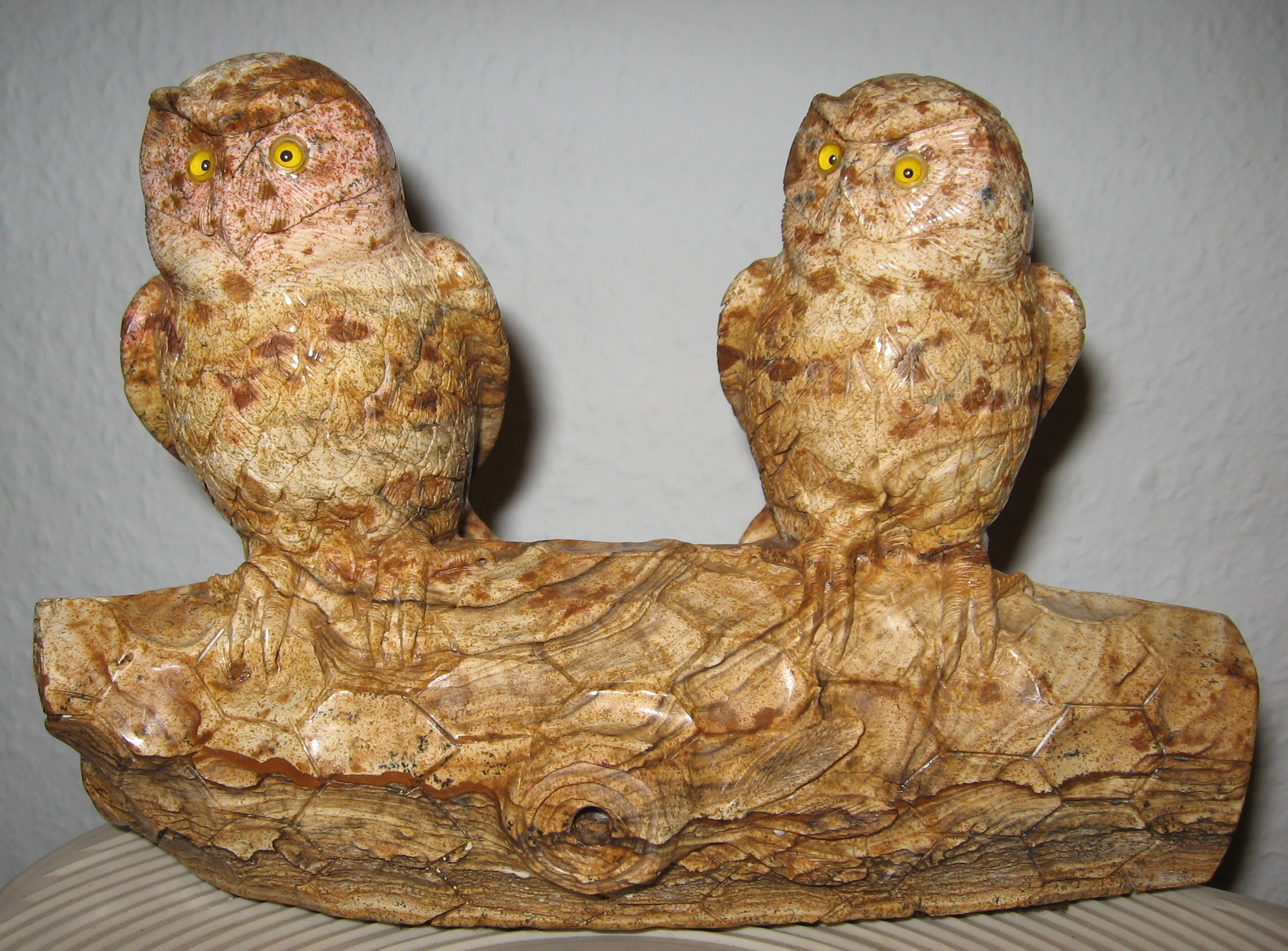
Jaspes jumeaux.
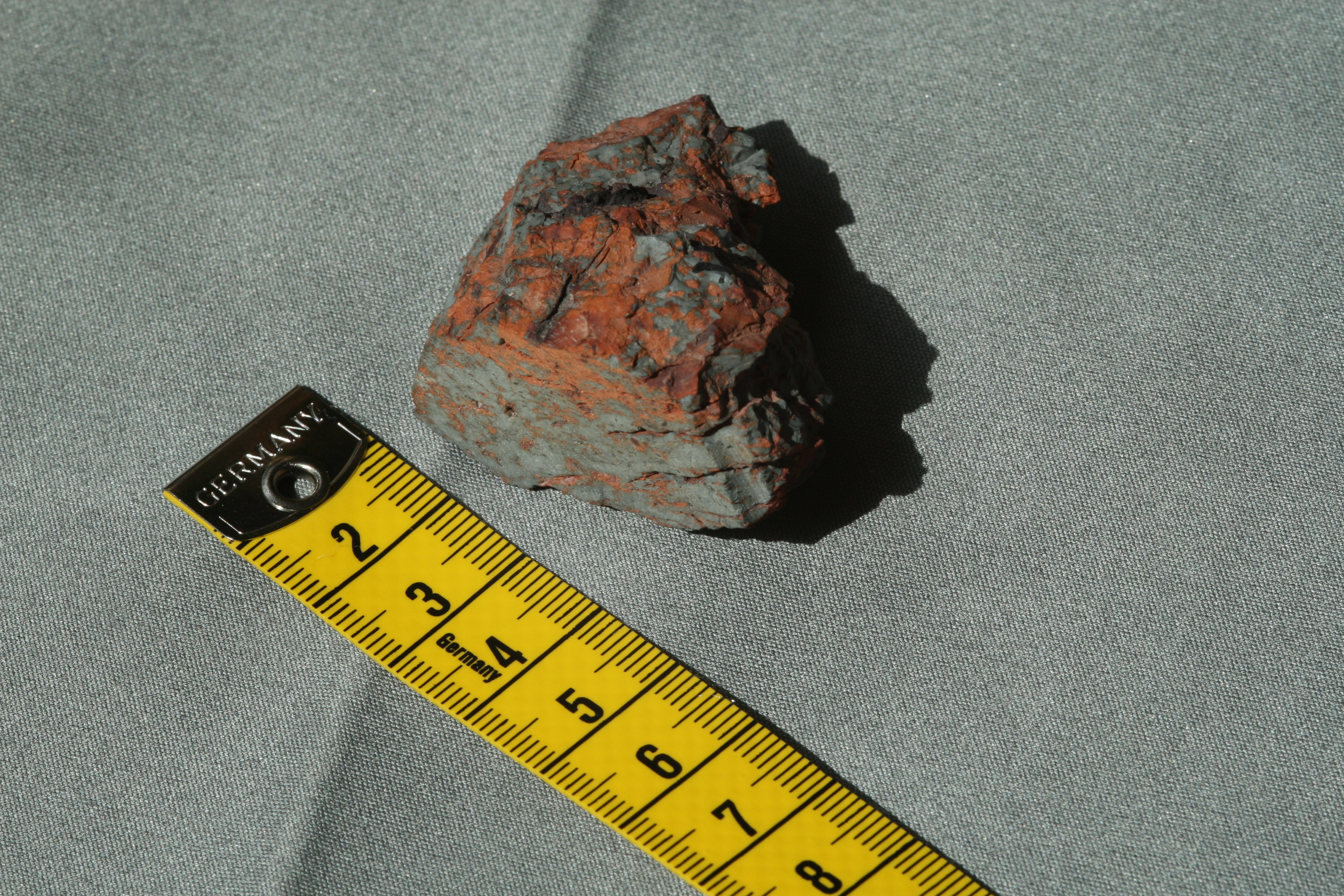
Jaspe de Bühlchen (de)…
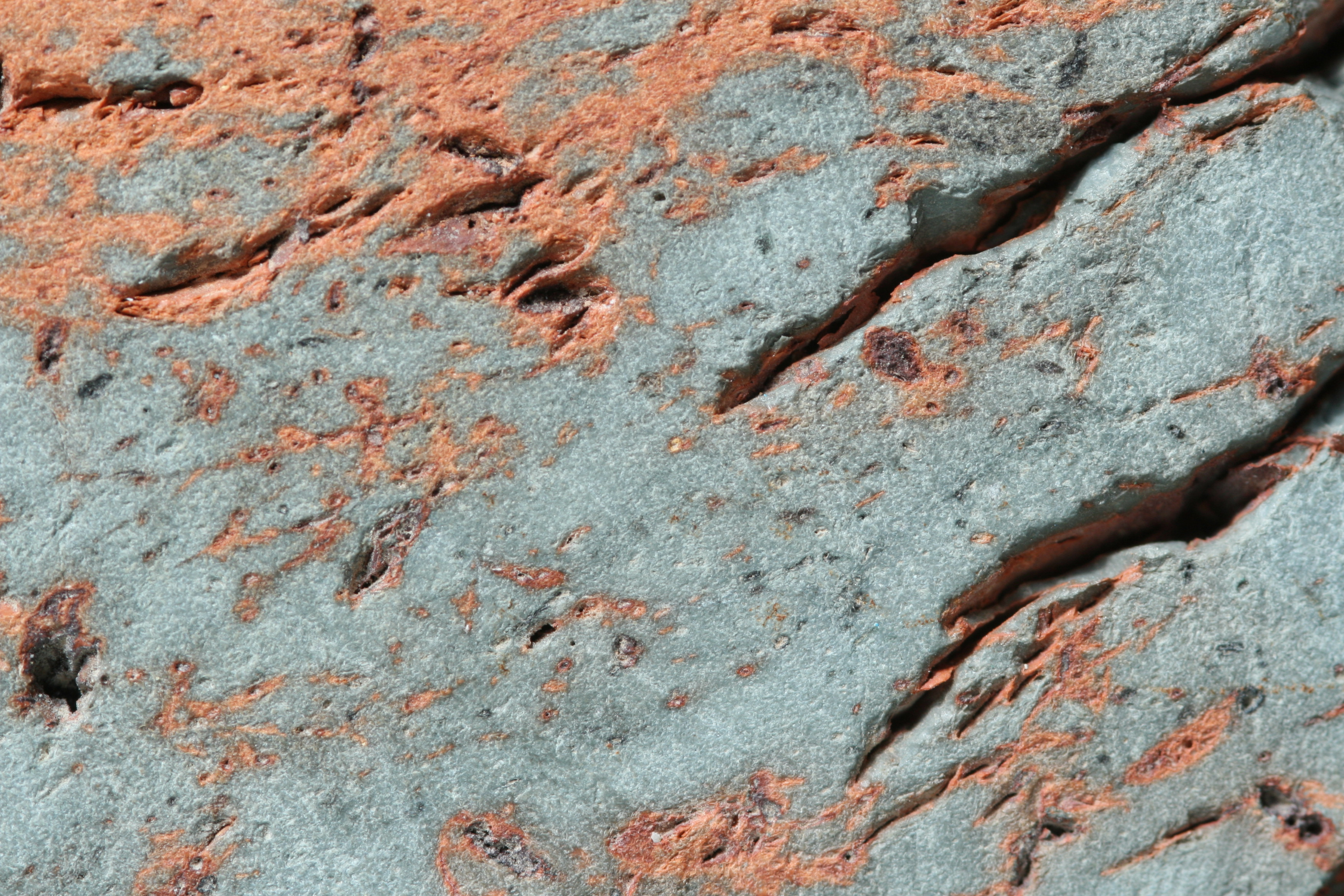
… et sous forme de macro-photo.
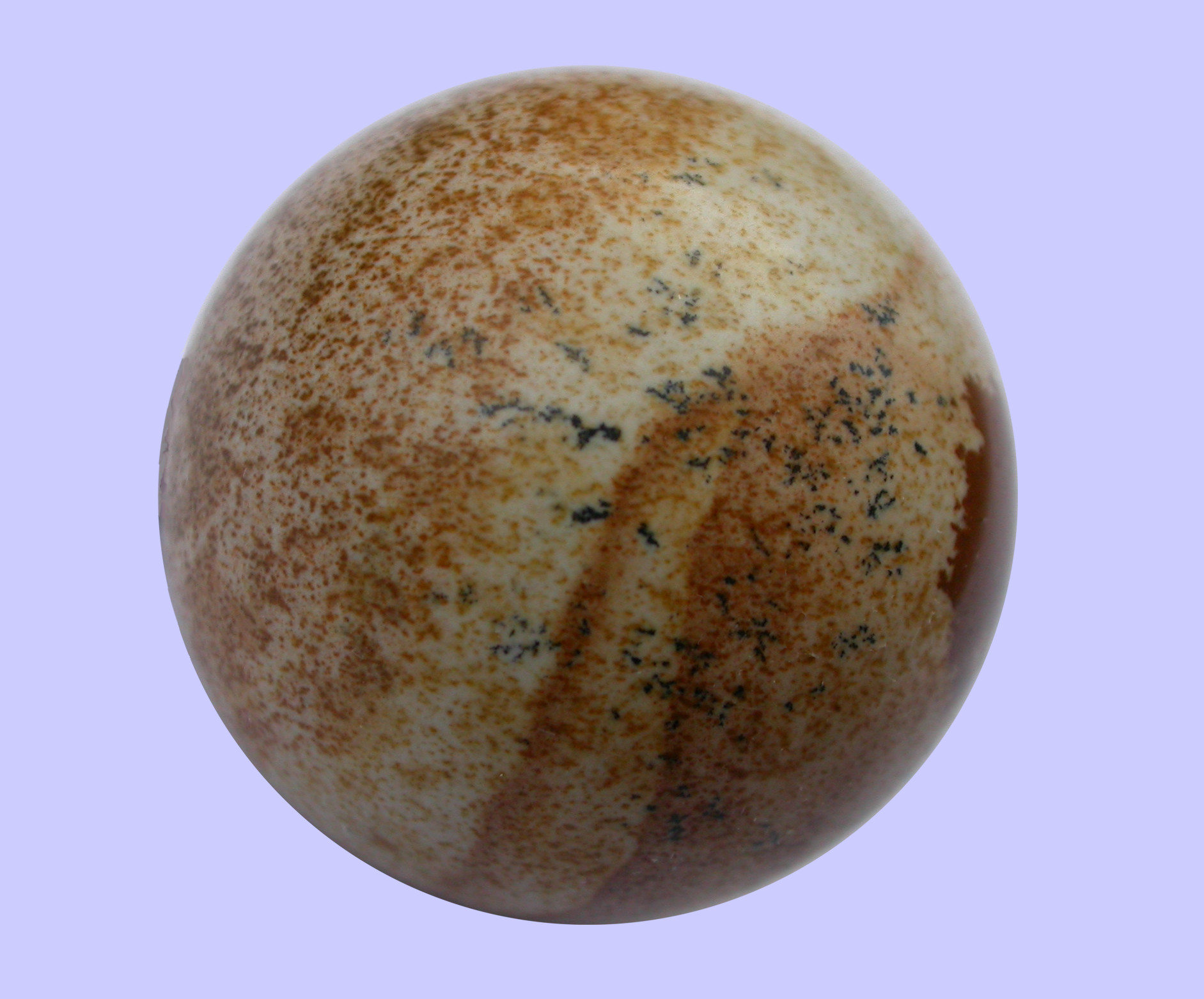
Jaspe poli en sphère.
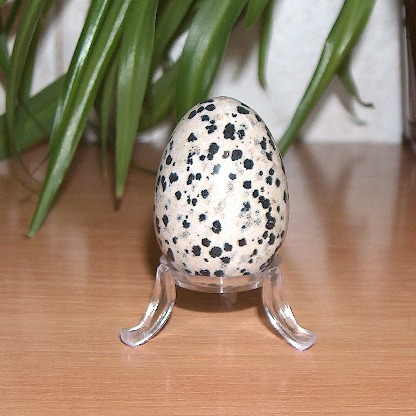
Jaspe dalmatien.
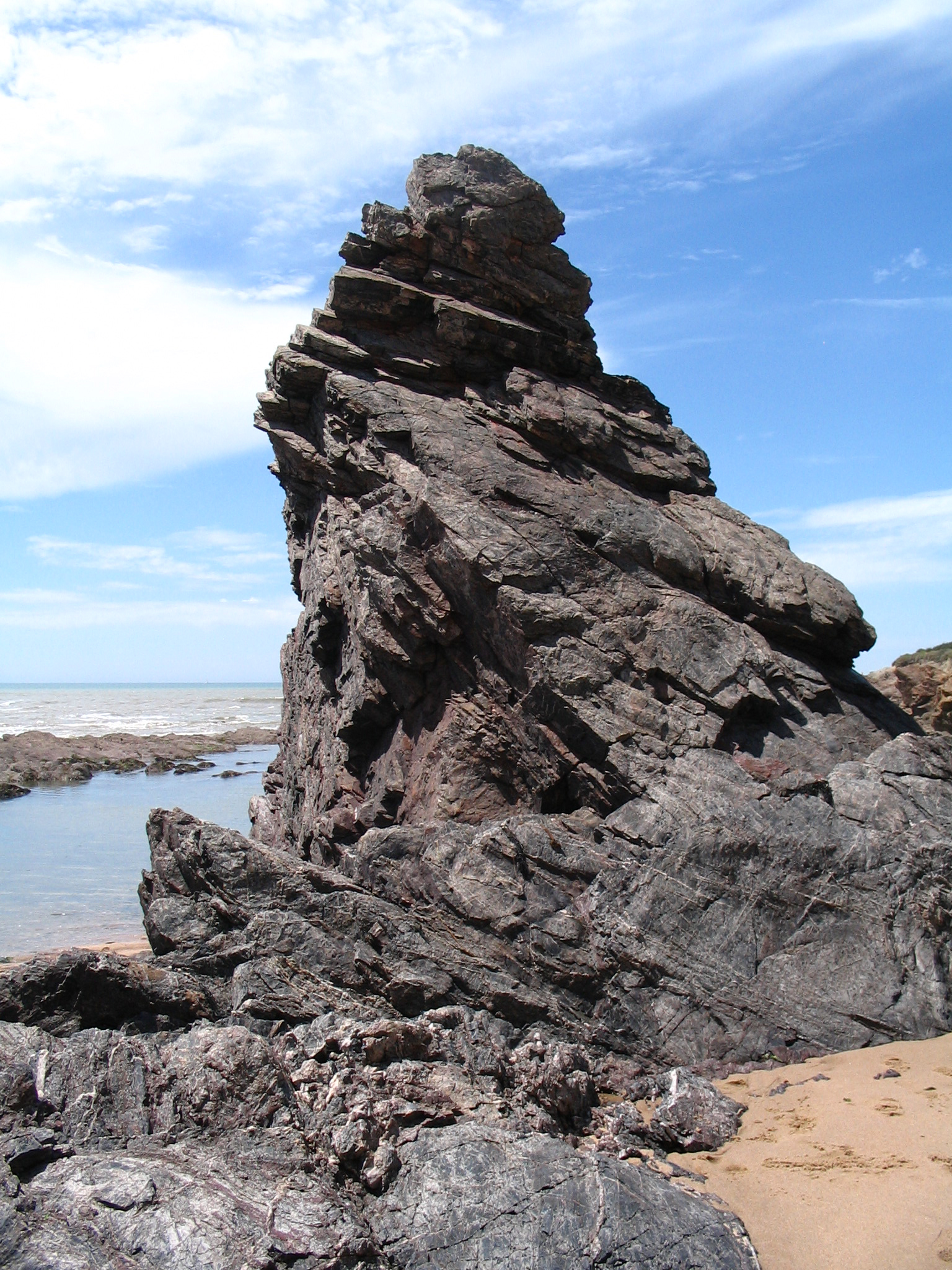
Un bloc de phtanite, le « rocher Sainte Véronique » (Vendée).